# Microcomputer Club Nederland

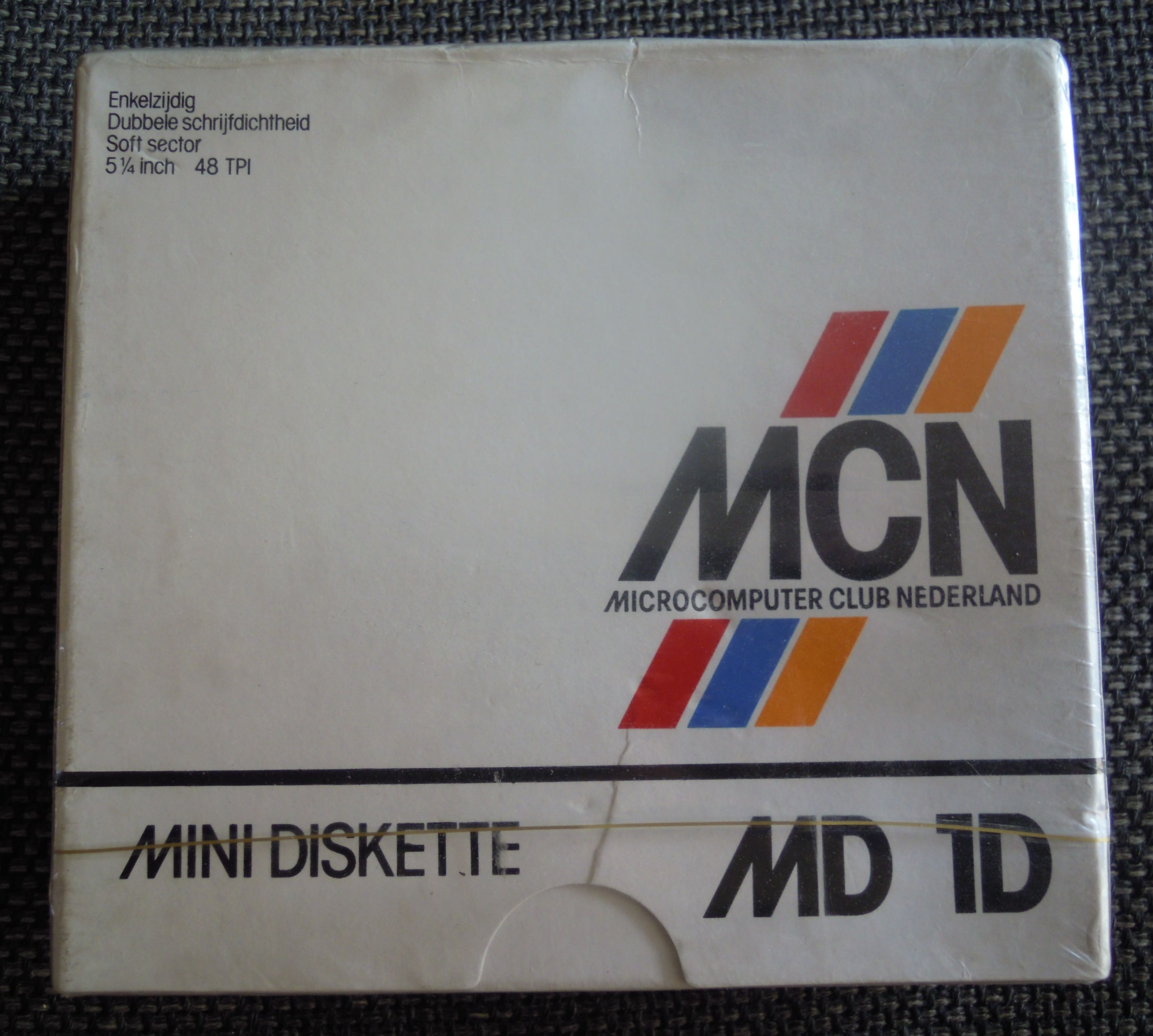
Doos met 5¼ inchdiskettes van MCN

De Microcomputer Club Nederland (ook bekend onder de afkorting MCN) was een door Vendex opgerichte computerclub die midden jaren tachtig actief was in Nederland. Ze werd hoofdzakelijk bekend door de uitgifte van een gelijknamig computertijdschrift en door de computerafdeling van V&D en Dixons (die onder andere PC-klonen verkochten onder de merknaam "Vendex" en populaire homecomputers zoals de Commodore 64, de MSX en de ZX Spectrum). Maurice de Hond was de directeur van de MCN.
Ook werden onder de merknaam MCN en het bijbehorende logo accessoires verkocht waaronder 5¼ inchdiskettes.